# Obmejno mesto
Obmejno mesto je mesto, ki leži v neposredni bližini meje med dvema državama, provincama ali regijama. Običajno izraz pomeni, da je bližina meje ena od stvari, po katerih je kraj najbolj znan. V neposredni bližini druge države imajo lahko različne kulturne tradicije določen vpliv na kraj. Obmejna mesta imajo lahko zelo svetovljanske skupnosti, kar si delijo s pristaniškimi mesti, saj potovanja in trgovanje pogosto potekajo skozi mesto. Lahko so tudi žarišče mednarodnih konfliktov, zlasti kadar imata državi ozemeljski spor.

## Seznam obmejnih mest v Evropi

### Severna Evropa
- København na Danskem in Malmö na Švedskem
- Padborg na Danskem in Flensburg v Nemčiji
- Tornio na Finskem in Haparanda na Švedskem
- Ainaži v Estoniji meji na Latvijo
- Narva v Estoniji in Ivangorod v Rusiji
- Valga v Estoniji in Valka v Latviji

### Srednja Evropa
- Aachen v Nemčiji meji z Nizozemsko in Belgijo
- Bad Radkersburg/Radgona v Avstriji in Gornja Radgona v Sloveniji (nekdaj eno mesto)
- Barč (Barcs) na Madžarskem na meji s Hrvaško
- Basel v Švici meji z Nemčijo in Francijo
- Bratislava na Slovaškem meji z Avstrijo in Madžarsko
- Braunau am Inn v Avstriji in Simbach am Inn v Nemčiji
- Bregenz v Avstriji meji z Nemčijo
- Brest, Belorusija in Terespol na Poljskem
- Cieszyn na Poljskem in Český Těšín na Češkem (nekdaj eno mesto)
- České Velenice na Češkem in Gmünd v Avstriji (nekdaj eno mesto)
- Esztergom na Madžarskem (in Štúrovo na Slovaškem) preko Donave
- Frankfurt na Odri v Nemčiji in Słubice na Poljskem
- Guben v Nemčiji in Gubin na Poljskem (nekdaj eno mesto)
- Görlitz v Nemčiji in Zgorzelec na Poljskem (nekdaj eno mesto)
- Iaşi v Romuniji preko reke Prut meji z Moldovo
- Küstrin-Kietz v Nemčiji in Kostrzyn nad Odrą na Poljskem (nekdaj eno mesto)
- (Zittau v Nemčiji in Sieniawka na Poljskem)
- Konstanco v Nemčiji skoraj v celoti obkroža Švica
- Lendava v Sloveniji ob meji z Madžarsko
- Monošter na Madžarskem leži ob meji z Avstrijo
- Ormož v Sloveniji meji s Hrvaško (Otok Virje)
- Rogatec v Sloveniji in Hum na Sutli na Hrvaškem
- Sopron na Madžarskem leži ob meji z Avstrijo
- Strasbourg v Franciji meji z Nemčijo
- Salzburg v Avstriji meji z Nemčijo
- Užgorod v Ukrajini meji s Slovaško
- Vaduz v Lihtenštajnu meji s Švico
- Ženeva v Švici meji s Francijo, kjer je nekaj njenih predmetij

### Južna Evropa
- Apatin, Srbija ob meji s Hrvaško (preko Donave)
- Bosanski Šamac v BiH na meji s Hrvaško
- Bregovo, Bolgarija n meji s Srbijo
- Brčko, Bosna in Hercegovina ter Gunja, Hrvaška
- Cerbere v Franciji in Portbou v Španiji (ob Sredozemski obali)
- Čabar na Hrvaškem meji s Slovenijo
- Debar v Severni Makedoniji v bližini meje z Albanijo
- Dimitrovgrad/Caribrod, Srbija ob meji z Bolgarijo
- Donji Miholjac na Hrvaškem ob meji z Madžarsko
- Drobeta-Turnu Severin v Romuniji na meji s Srbijo preko Donave
- Dunavci, Bolgarija na meji z Romunijo
- Dvor na Uni in Bosanski Novi/zdaj Novi Grad, Bosna
- Gevgelija, Severna Makedonija, na meji z Grčijo
- Gibraltar (britansko čezmorsko ozemlje in mesto) meji s Španijo
- Gorica v Italiji in Nova Gorica v Sloveniji
- Gorica v Italiji in Šempeter pri Gorici v Sloveniji
- Hendaye v Franciji in Irún v Španiji (ob Biskajskem zalivu)
- Horgoš v Srbiji ob mesji z Madžarsko
- Hrvatska Dubica in Kozarska (prej Bosanska) Dubica med Hrvaško in Bosno in Hercegovino
- Hrvatska Kostajnica in Kostajnica (prej Bosanska Kostajnica)
- Ilok, Hrvaška ob meji s Srbijo
- Loznica, Srbija ob meji z Bosno in Hercegovino
- Metlika v Sloveniji ob meji s Hrvaško (Jurovski Brod)
- Rimini v Italiji in Serravalle v San Marinu
- Rim v Italiji in mesto Vatikan (država v mestu)
- Menton v Franciji in Ventimiglia v Italiji
- Metković na Hrvaškem in Gabela (Polje) v Bosni in Hercegovini
- Moldova Noua v Romuniji na meji s Srbijo preko Donave
- Monako/Monte Carlo meji z urbano poselitvijo v Franciji in je nedaleč od meje z Italijo
- Vidin, Bolgarija, na meji z Romunijo (Donava)
- Lom, Bolgarija, na meji z Romunijo (Donava)
- Kozloduj, Bolgariji, na meji z Romunijo preko Donave
- Nikopol, Bolgarija, na meji z Romunijo (Donava)
- Svištov, Bolgarija (preko Donave nasproti romunskega mesta Zimnicea)
- Orjahovo v Bolgariji na meji z Romunijo preko Donave
- Orşova v Romunij na meji s Srbijo
- španski mesti Ceuta in Melilla na afriški sredozemski obali mejita z Marokom
- Priboj v Srbiji meji na Bosno in Hercegovino
- Ruse, Bolgarija, meji z romunskim mestom Giurgiu preko Donave
- Tutrakan, Bolgarija, meji z Romunijo preko Donave
- Silistra, Bolgarija, meji z Romunijo (delno preko Donave)
- Sežana meji z Italijo (Trst/Opčine)
- Slavonski Brod in (Bosanski) Brod na meji med Hrvaško in BiH na Savi
- Slavonski Šamac in Bosanski Šamac na meji med Hrvaško in BiH na Savi
- Stara Gradiška na Hrvaškem in Bosanska Gradiška v BiH na Savi
- Velika Kladuša (Bosna in Hercegovina) ob meji s Hrvaško
- Vidin, Bolgarija ob meji z Romunijo (Calafat)
- Vukovar na Hrvaškem meji s Srbijo preko Donave
- Zvornik, Bosna in Hercegovina, meji s Srbijo preko Drine
- Županja na meji Hrvaške z Bosno in Hercegovino preko Save